# Riomaggiore
Riomaggiore je obec v regionu Ligurie, v provincii La Spezia, v Itálii. Leží v severozápadní části země, v Janovském zálivu, na pobřeží Ligurského moře. Je součástí Italské riviéry, respektive její východní části Riviery di Levante. Riomaggiore a okolní oblast je součástí italského Národního parku Cinque Terre. Obec leží 6 km od města La Spezia.

## Historie
Prvotní rozvoj obce začíná okolo roku 1000, původní osídlení je však staršího data. Další zmínky o obci jsou z roku 1251, kdy obyvatelé Riomaggiore a okolních obcí slibovali věrnost Janovské republice. V roce 1276 kupuje Riomaggiore a okolní obce Cinque Terre rodina Fieschi. V následujícím období dochází k rozvoji obce a obchodním úspěchům v celé oblasti Cinque Terre. Na terasovitých polích na útesech se pěstuje víno, které má úspěch v celé Evropě. V rámci celé Cinque Terre se začíná se stavbou místních kostelů. V dalším období oblast odráží vzestupy a pády Janovské republiky. V roce 1815 se Riomaggiore stává součástí Sardinského království a v roce 1861 součástí Italského království. Na konci 19. století je vystavěna železniční trať Janov - La Spezia.

## Památky
- Kostel San Giovanni Battista, románsko-gotický vystavěný v letech 1340 - 43, novogoticky upraven v roce 1870
- Hrádek Castello di Riomaggiore, z přelomu 15. a 16. století[3]

### Fotogalerie

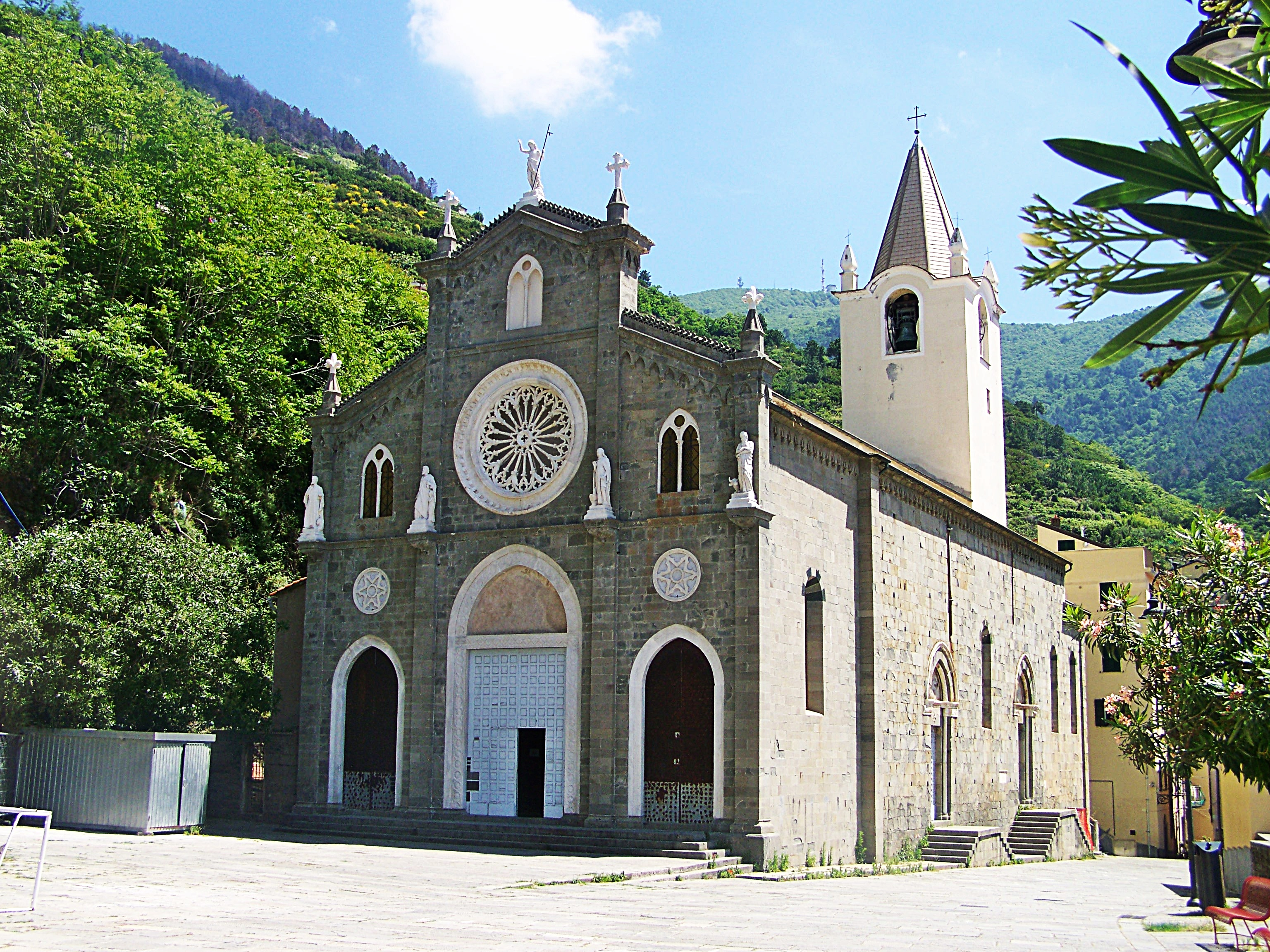
San Giovanni Battista
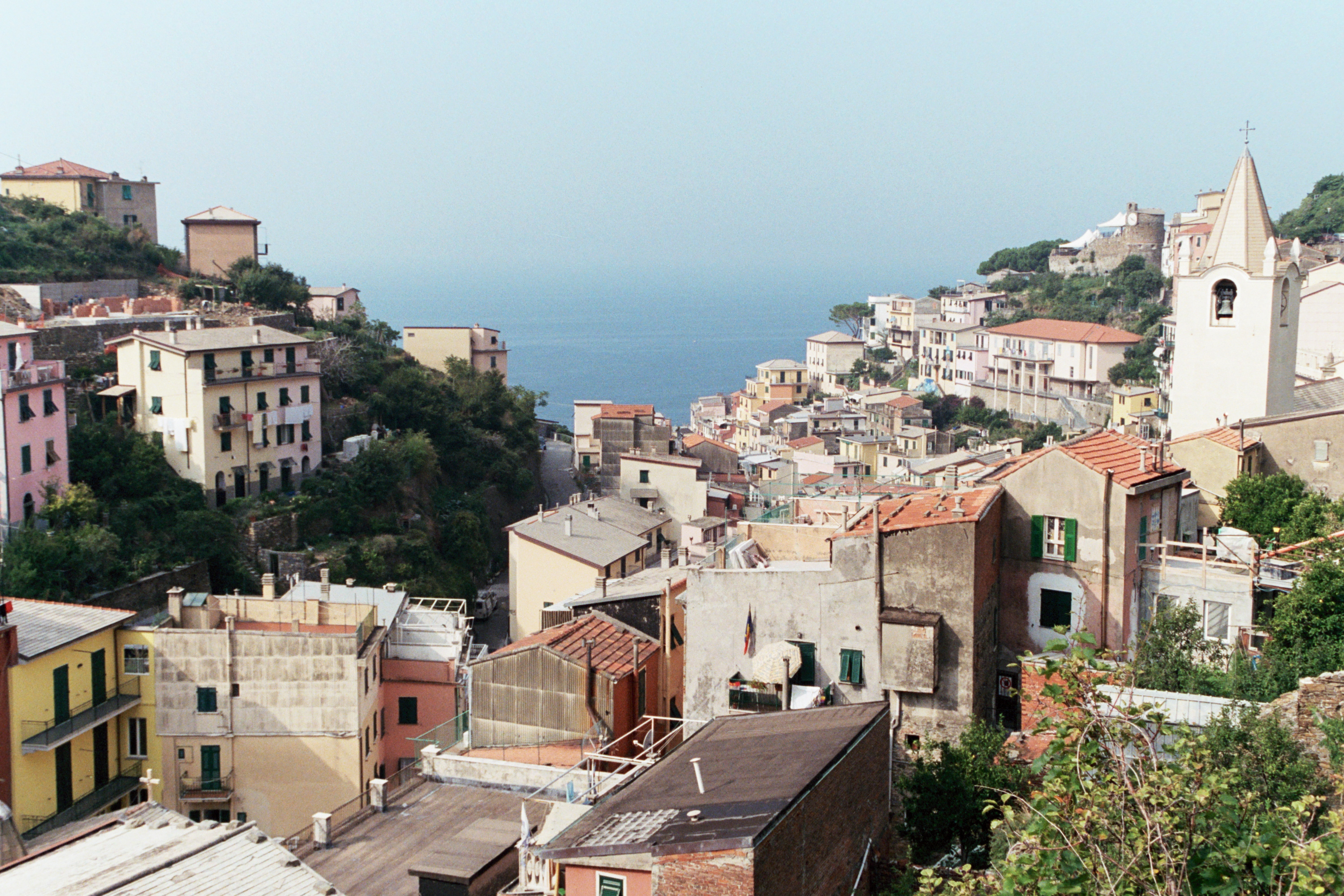
pohled na jih
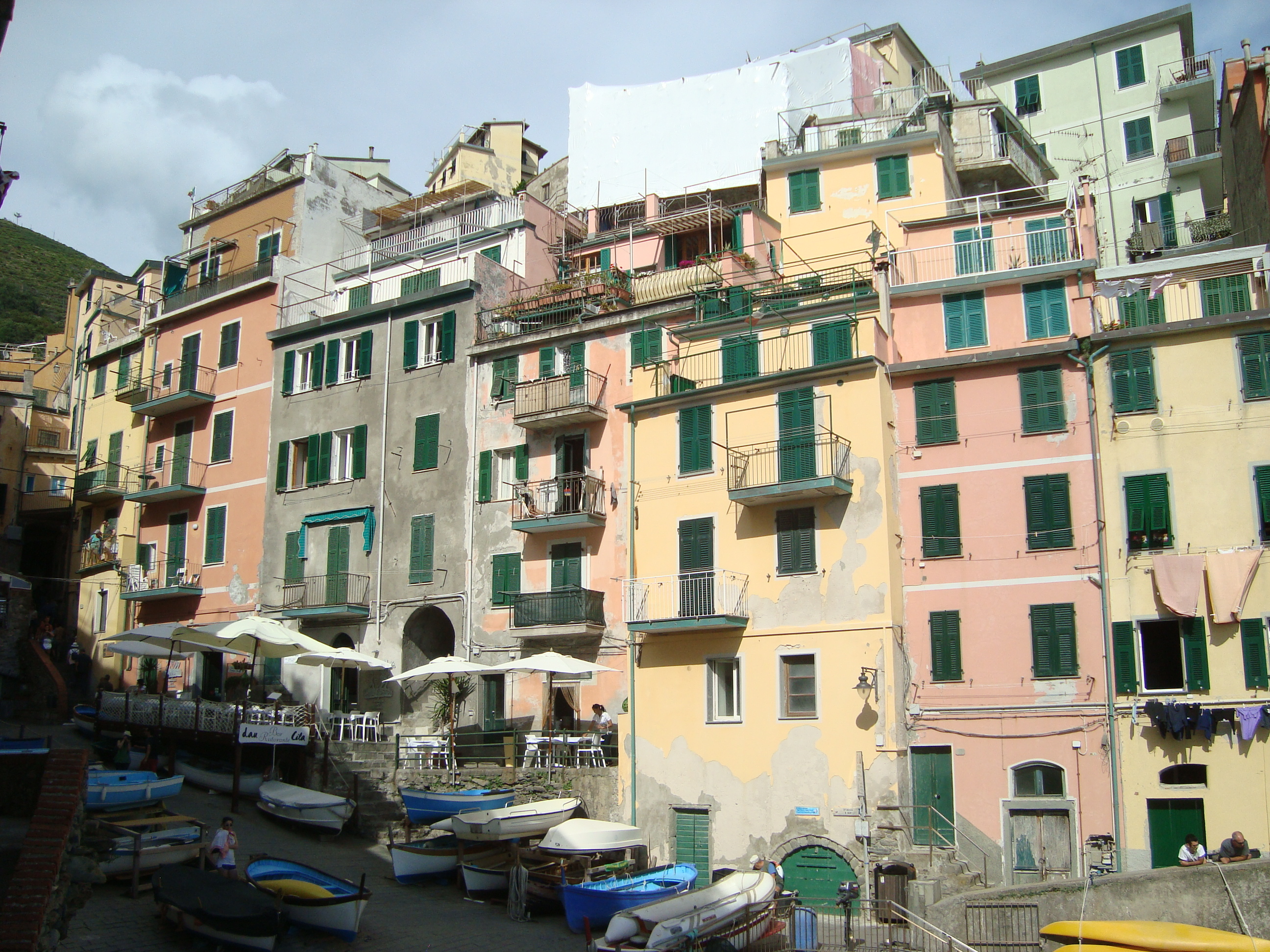
domy v Riomaggiore
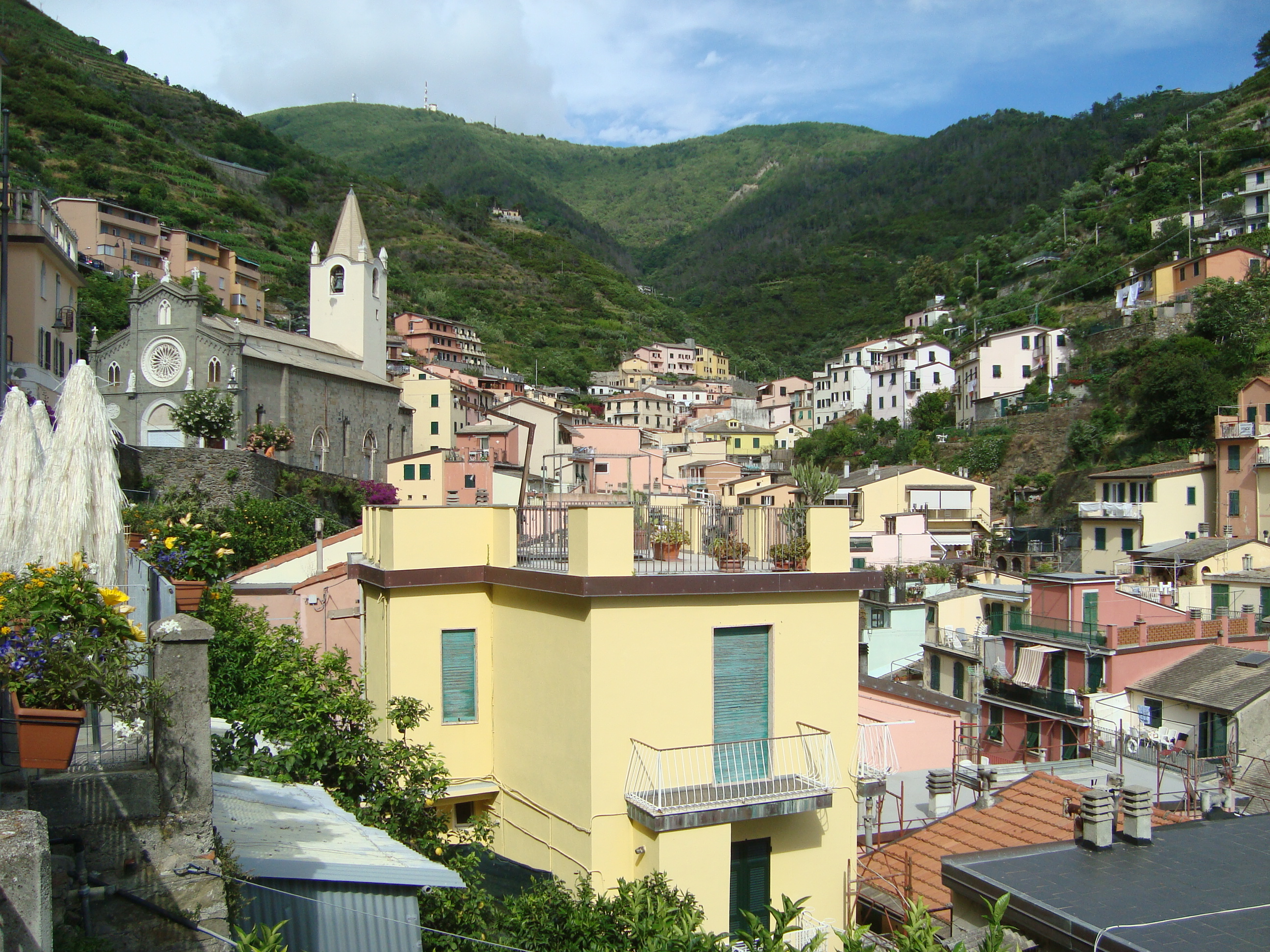
Riomaggiore